# Raubíř Ralf a internet
Raubíř Ralf a internet (v originále Ralph Breaks the Internet) je americký 3D počítačem animovaný komediální film z roku 2018 vyrobený společností Walt Disney Animation Studios a distribuovaný společností Walt Disney Pictures. Jedná se o pokračování filmu Raubíř Ralf z roku 2012, což z něj činí 57. celovečerní animovaný film Walta Disneyho. Film režírovali Rich Moore a Phil Johnston (který s Pamelou Ribonovou také napsal scénář).